# Lưng

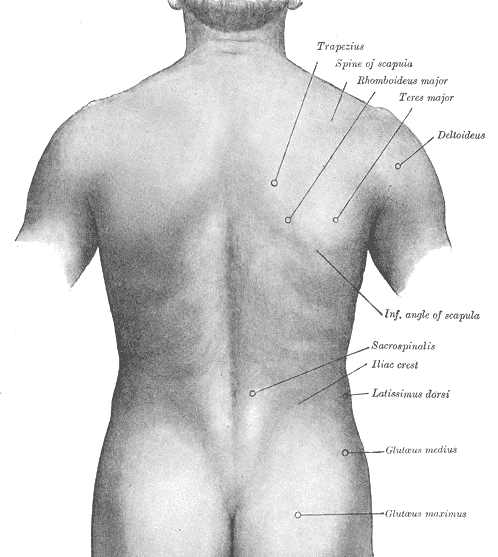
Lưng người và nét chính trên mặt da

Lưng là mặt sau của phần thân mình con vật, đối ngược với phần bụng và ngực. Trên cơ thể con người thì lưng bắt đầu từ trên mông đến gáy sau cổ. Lưng chạy dọc cột xương sống tỏa ra hai bên vai, sườn và lồng ngực.